# Обри I де Макон
Обри I (фр. Aubry I de Mâcon; ум. 945) — виконт Макона с 915, граф Макона с ок. 930, сеньор де Сален с 942, второй сын виконта Нарбонны Майеля I и Райнольдис Лиможской.

## Биография
После смерти виконта Макона Ракульфа в 915 году Обри, женатый на его дочери Толане, унаследовал Макон.
В 927 году графом Макона стал Гуго Чёрный, архграф Бургундии, брат короля Франции Рауля, сын покойного герцога Бургундии Ричарда Заступника. Фактически уже при жизни брата под управлением Гуго находилось также герцогство Бургундия. Обри стал его верным вассалом, во всём поддерживая своего сеньора, и около 930 году Гуго даровал Обри всё графство Макон. Виконтом Макона Обри назначил своего младшего брата Майеля II.
С благословения Гуго Чёрного и короля Бургундии Конрада Обри распространил своё влияние на территорию Салена, Понтарлье и Безансона. Его племянник Майель был в это время аббатом Клюни.
После смерти Обри в 945 году его владения были разделены между сыновьями: Лето II (ок.910—965) получил Макон и Безансон, а его брат Умберт I наследовал Сален.

## Брак и дети
Жена: Толана, дочь Ракульфа, виконта Макона. Дети:
- Лето II (ок. 910—965) — граф Макона и Безансона
- Умберт (Гумберт) I (ок. 915 — до 958) — сеньор де Сален
- Адель (Толана) (ум. после июня 944)